# Aquarius (EP)
Aquarius – minialbum szkockiego duetu elektronicznego Boards of Canada, wydana 5 stycznia 1998 roku.

## Historia i utwory
Minialbum Aquarius został wydany 5 stycznia 1998 roku nakładem wytwórni Skam Records jako wydawnictwo winylowe 7", 33⅓ obrotów na minutę w limitowanej serii 500 sztuk.
| A. | Aquarius | 6:10  |
|    |          |       |
| B. | Chinook  | 7:25  |
|    |          |       |
|    |          | 13:35 |
|    |          |       |
Utwory zostały napisane i wyprodukowane przez Marcusa Eoina i Michaela Sandisona.
W utworze „Aquarius”, który znalazł się na wydanym kilka miesięcy później debiutanckim albumie zespołu, Music Has the Right to Children,wykorzystane zostały linie basowe ze ścieżki dźwiękowej filmu Hair z 1979 roku, połączone z licznymi samplami. Kolejna wersja tego utworu pojawiła się na sesji nagraniowej dla Johna Peela, zarejestrowanej przez Boards of Canada w czerwcu 1998 roku w studiu BBC Radio 1. Czwarta wersja utworu pojawiła się na bootlegu Live @ Warp10.
Wszystkie wersje utworu:
1. EP-ka Aquarius – 6:10

2. Music Has the Right to Children – 5:58

3. Peel Session – 6:24

4. Warp10 – 7:43